# Рябинник крупноцветковый
Ряби́нник крупноцветко́вый (лат. Sorbária grandiflóra), или рябинник Палла́са (лат. Sorbaria pallásii) — полукустарник, вид растений рода Рябинник (Sorbaria) семейства Розовые (Rosaceae).

## Ботаническое описание

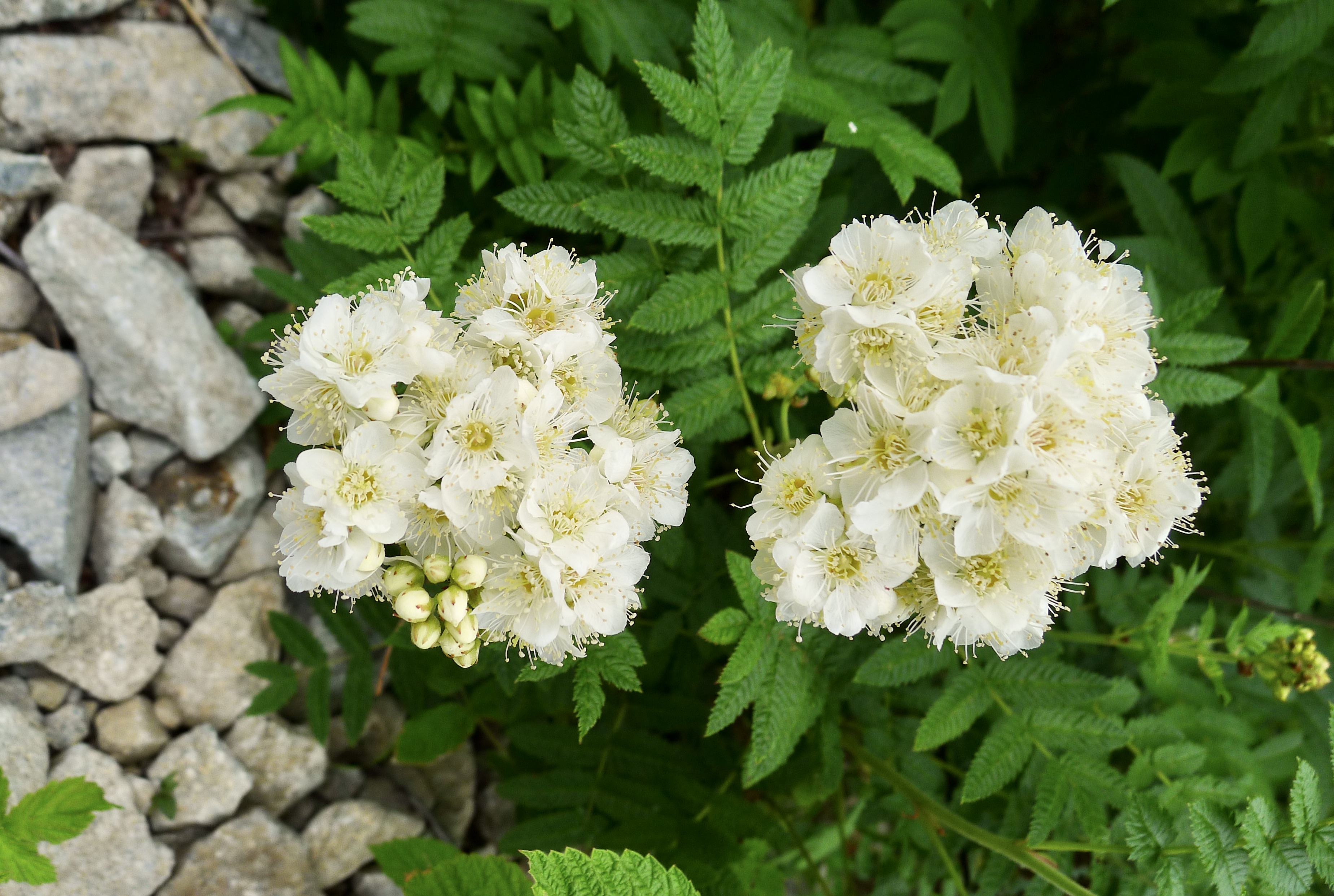
Соцветия рябинника крупноцветкового, или рябинника Палласа. В ряде источников рассматривается как самостоятельный вид Рябинник сумахолистный. Хабаровский край, близ Советской Гавани

Листопадный полукустарник высотой около 0,5 (до 1) м с с растопыренными побегами. Побеги, черешки листьев, оси соцветий и цветоножки опушены короткими белыми или рыжими волосками.
Листья 4–15 см длиной, тёмно-зелёные, непарноперистые, состоят из 9–15 супротивных сидячих овально- или линейно-ланцетных листочков 1–7 см длиной и 1,5 см шириной. Основание листочков несимметричное, края двоякопильчатые, к верхушке они постепенно заостряются. Сверху листовые пластинки голые, снизу опушены кустистыми волосками.
Цветки обоеполые, крупные (диаметром 12–15 мм), белые или розовато-белые, собраны в густые округло-овальные метёлки до 8 см длиной и 7 см в поперечнике. Тычинки чуть длиннее округлых лепестков.
Плоды — листовки длиной до 8 мм, тонко прижатоволосистые, прямостоячие.
Цветет в июне – августе, семена созревают в августе – сентябре.

## Распространение и экология

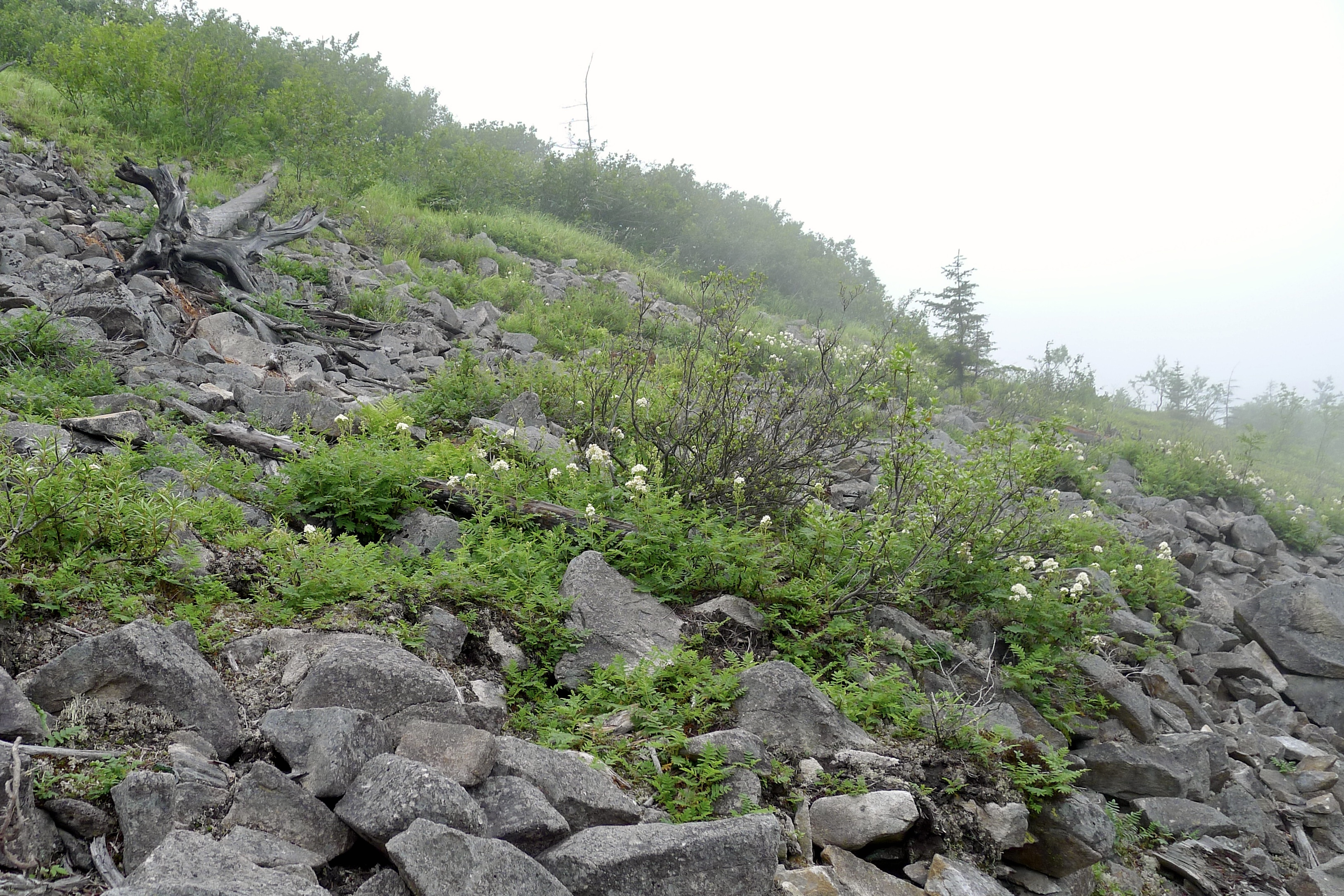
Каменистый осыпной склон, поросший рябинником крупноцветковым, или рябинником Палласа. Хабаровский край, близ Советской Гавани

Произрастает на юге Якутии, в Бурятии, Магаданской области, Хабаровском крае и Приморье, а также на Сахалине. В качестве заносного вида отмечается в Великобритании.
Встречается на каменистых склонах и россыпях, у скал, на альпийских лужайках, в каменистых лишайниковых тундрах, преимущественно в подгольцовом и гольцовом (альпийском) поясе.

## Значение и применение
Декоративен, заслуживает применения в озеленении.

## Синонимы
Современная систематика признаёт следующие синонимы основного научного названия вида: 

#### Гомотипные синонимы
- Basilima alpina Koehne
- Basilima grandiflora (Sweet) Kuntze
- Sorbaria pallasii (G.Don) Pojark. — Рябинник Палласа[5] — в новейшем пересмотре рода рассматривается как основное научное название вида[6]
- Spiraea grandiflora Sweetbasionym
- Spiraea sorbifolia var. alpina Ser.
- Spiraea sorbifolia var. pusilla Pall.

#### Гетеротипные синонимы
- Basilima alpinа Zabel
- Basilima alpina Dippel
- Sorbaria grandiflora subsp. komaroviana Nedol.
- Sorbaria grandiflora subsp. rhoifolia (Kom.) Jakubov
- Sorbaria pallasii subsp. rhoifolia (Kom.) Vorosch.
- Sorbaria rhoifolia Kom. — Рябинник сумахолистный — до недавнего времени рассматривался как самостоятельный вид[7][2][1]
- Spiraea sorbifolia var. alpina Pall.
- Spiraea sorbifolia var. pygmaea Pall.